# 湖南广播电视台都市频道
湖南广播电视台都市頻道，简称湖南都市，是湖南廣播電視台旗下的一条电视频道，主要播出新闻资讯。开播于2001年5月27日，前身为1990年4月成立的湖南有线广播电视台第一台。

## 频道栏目
- 都市一时间
- 世界大不同
- 寻情记
- 美好生活家
- 健康生活家
- 都市大直播
- 新闻大求真
- 首发
- 平民英雄
- 湖南新闻联播